# رئیس‌جمهور آلبانی
رئیس‌جمهور آلبانی (آلبانیایی: Presidenti i Shqipërisë) رئیس کشور و فرمانده کل قوا نیروهای مسلح کشور آلبانی است.
رئیس‌جمهور از طریق رای مخفی و بدون بحث توسط مجلس آلبانی با اکثریت سه پنجم کل اعضای آن برای مدت ۵ سال انتخاب می‌شود. براساس قانون اساسی آلبانی هر فرد دو دوره میتواند رییس جمهور این کشور باشد.

## فهرست رئیس‌جمهورها (۱۹۲۵–تاکنون)
| Albanian Republic (1925–1928) |                       |                            |                |                |                                    |
| 1st                           |                       | زوگ اول آلبانی (1895–1961) | ۳۱ ژانویه ۱۹۲۵ | ۱ سپتامبر ۱۹۲۸ | Party of Traditions                |
| 1st                           | ۳ سال و ۷ ماه         | زوگ اول آلبانی (1895–1961) |                |                | Party of Traditions                |
| آلبانی (۱۹۹۱–تاکنون)          |                       |                            |                |                |                                    |
| 2nd                           |                       | رامیز آلیا (1925–2011)     | ۳۰ آوریل ۱۹۹۱  | ۳ آوریل ۱۹۹۲   | حزب کار آلبانی                     |
| 2nd                           | ۱۱ ماه و ۴ روز        | رامیز آلیا (1925–2011)     |                |                | حزب کار آلبانی                     |
| 3rd                           |                       | سالی بریشا (زاده ۱۹۴۴)     | ۹ آوریل ۱۹۹۲   | ۲۳ ژوئیه ۱۹۹۷  | Democratic Party                   |
| 3rd                           | ۵ سال، ۳ ماه و ۱۴ روز | سالی بریشا (زاده ۱۹۴۴)     |                |                | Democratic Party                   |
| 4th                           |                       | رجب میدانی (زاده ۱۹۴۴)     | ۲۴ ژوئیه ۱۹۹۷  | ۲۴ ژوئیه ۲۰۰۲  | Socialist Party                    |
| 4th                           | ۵ سال                 | رجب میدانی (زاده ۱۹۴۴)     |                |                | Socialist Party                    |
| 5th                           |                       | آلفرد مواسیو (زاده ۱۹۲۹)   | ۲۴ ژوئیه ۲۰۰۲  | ۲۴ ژوئیه ۲۰۰۷  | کنشگر سیاسی مستقل                  |
| 5th                           | ۵ سال                 | آلفرد مواسیو (زاده ۱۹۲۹)   |                |                | کنشگر سیاسی مستقل                  |
| 6th                           |                       | بامیر توپی (زاده ۱۹۵۷)     | ۲۴ ژوئیه ۲۰۰۷  | ۲۴ ژوئیه ۲۰۱۲  | Democratic Party                   |
| 6th                           | ۵ سال                 | بامیر توپی (زاده ۱۹۵۷)     |                |                | Democratic Party                   |
| 7th                           |                       | بویار نیشانی (1966–2022)   | ۲۴ ژوئیه ۲۰۱۲  | ۲۴ ژوئیه ۲۰۱۷  | Democratic Party                   |
| 7th                           | ۵ سال                 | بویار نیشانی (1966–2022)   |                |                | Democratic Party                   |
| 8th                           |                       | ایلیر متا (زاده ۱۹۶۹)      | ۲۴ ژوئیه ۲۰۱۷  | ۲۴ ژوئیه ۲۰۲۲  | Socialist Movement for Integration |
| 8th                           | ۵ سال                 | ایلیر متا (زاده ۱۹۶۹)      |                |                | Socialist Movement for Integration |
| 9th                           |                       | بایرام بگای (زاده ۱۹۶۷)    | ۲۴ ژوئیه ۲۰۲۲  |                | کنشگر سیاسی مستقل                  |
| 9th                           | ۲ سال، ۷ ماه و ۲۲ روز | بایرام بگای (زاده ۱۹۶۷)    |                |                | کنشگر سیاسی مستقل                  |